# Colletes saritensis
Colletes saritensis är en biart som beskrevs av Alexander Charles Stephen 1954. Colletes saritensis ingår i släktet sidenbin, och familjen korttungebin. Inga underarter finns listade i Catalogue of Life.